# Collingwood (Victoria)
 (octobre 2020).
Si vous disposez d'ouvrages ou d'articles de référence ou si vous connaissez des sites web de qualité traitant du thème abordé ici, merci de compléter l'article en donnant les références utiles à sa vérifiabilité et en les liant à la section « Notes et références ».
Collingwood est un quartier de Melbourne, en Australie, situé à 3 kilomètres au nord-est du quartier central des affaires de Melbourne.
Il fait partie de la zone d'administration locale (LGA) de la ville de Yarra.
Au recensement de 2011, Collingwood avait une population de 6 467 habitants et une superficie de 1,3 km2.

## Histoire
Collingwood est l'un des plus anciens quartier de Melbourne. Il est remarquable pour ses bâtiments historiques, avec de nombreuses habitations du XIXe siècle, dont des magasins et des usines encore en usage.
Le quartier a été nommé d'après Cuthbert Collingwood, premier baron de Collingwood en 1842.

## Culture et société
Collingwood abrite notamment les Collingwood Magpies, un club de football australien évoluant en Australian Football League.
3CR est une station de radio communautaire indépendante, localisée au bout de Smith Street vers Victoria Parade. La station a été lancée en 1977. PBS est une autre station de radio communautaire qui a célébré sa 25e année de diffusion en 2004, elle a déménagé de St Kilda à Collingwood sur Easey Street.
Collingwood est le deuxième village gay de Melbourne.

## Urbanisation
Collingwood est entouré par Smith Street, Alexandra Parade, Hoddle Street et Victoria Parade. La principale zone commerciale est située dans Smith Street qui borde le quartier voisin de Fitzroy.
Le logement à Collingwood se compose de tours d'appartements et d'anciennes maisons à un ou deux étages. Plus récemment, des entrepôts anciens et des usines ont été convertis en appartements.

## Transport
Les principales artères périphériques de Collingwood sont Smith Street à l'ouest, Victoria Parade au sud, Hoddle Street à l'est et Alexandra Parade au nord. D'autres axes de circulation tels que Johnston Sreet, Wellington Street et Landridge Street traversent la localité.
Collingwood possède aussi de nombreuses rues étroites à sens unique.
Des lignes de tramway (lignes 86 et 109) circulent sur Victoria Street et Smith Street.
La gare ferroviaire de banlieue qui dessert Collingwood est située dans la localité voisine d'Abbotsford, à l'est.

## Crédit d'auteurs
- (en) Cet article est partiellement ou en totalité issu de l’article de Wikipédia en anglais intitulé « Collingwood, Victoria » (voir la liste des auteurs).